# Шатиньяк
Шатинья́к (фр. Châtignac) — коммуна во Франции, находится в регионе Пуату — Шаранта. Департамент — Шаранта. Входит в состав кантона Броссак. Округ коммуны — Коньяк.
Код INSEE коммуны — 16091.
Коммуна расположена приблизительно в 430 км к юго-западу от Парижа, в 140 км южнее Пуатье, в 36 км к югу от Ангулема.

## Население
Население коммуны на 2008 год составляло 207 человек.
| 1962 | 1968 | 1975 | 1982 | 1990 | 1999 | 2008 |
| ---- | ---- | ---- | ---- | ---- | ---- | ---- |
| 210  | 191  | 181  | 158  | 143  | 185  | 207  |

## Экономика
В 2007 году среди 114 человек в трудоспособном возрасте (15—64 лет) 80 были экономически активными, 34 — неактивными (показатель активности — 70,2 %, в 1999 году было 64,8 %). Из 80 активных работали 70 человек (38 мужчин и 32 женщины), безработных было 10 (4 мужчины и 6 женщин). Среди 34 неактивных 9 человек были учениками или студентами, 14 — пенсионерами, 11 были неактивными по другим причинам.

## Фотогалерея

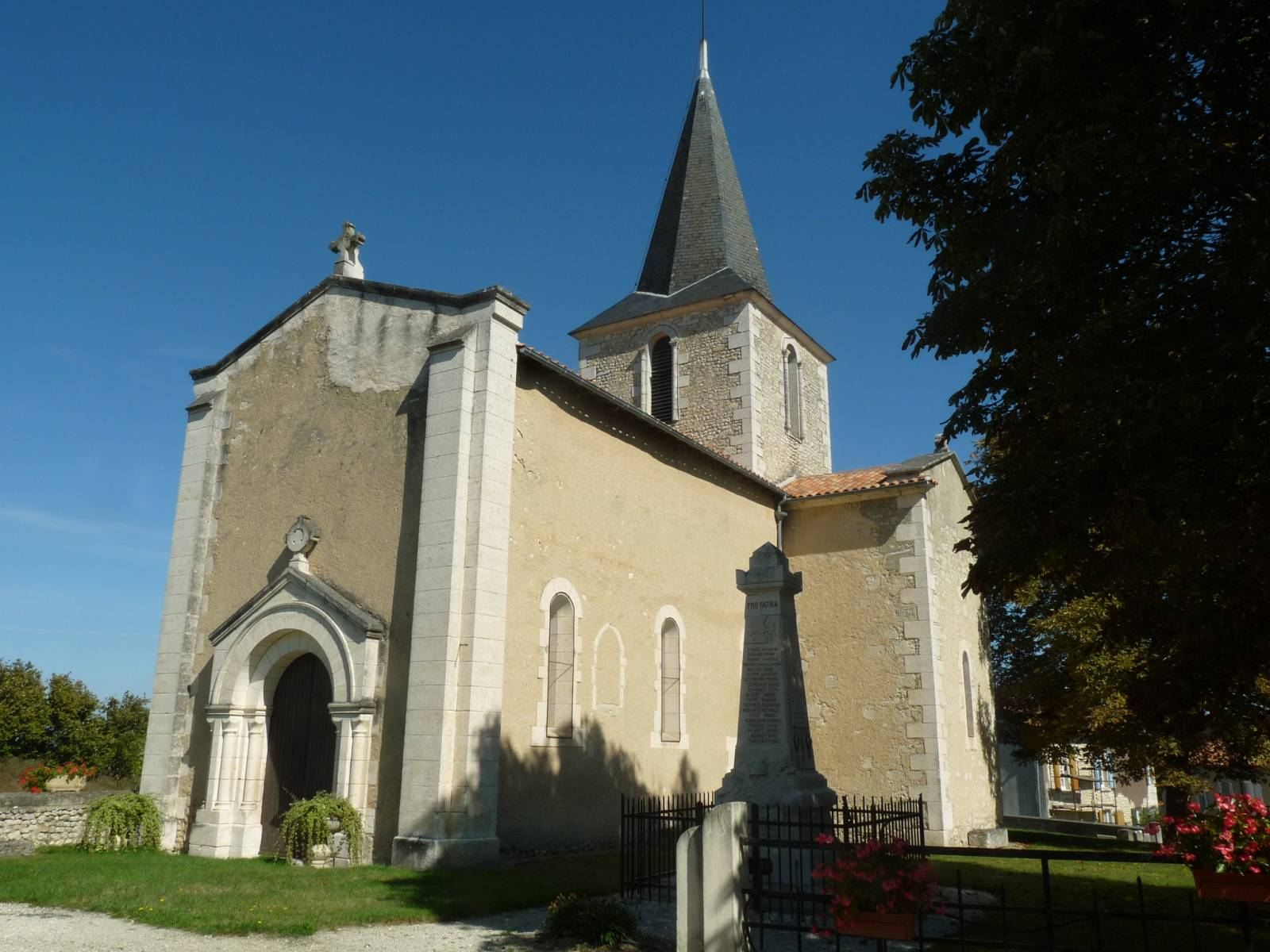
Церковь Сен-Пьер
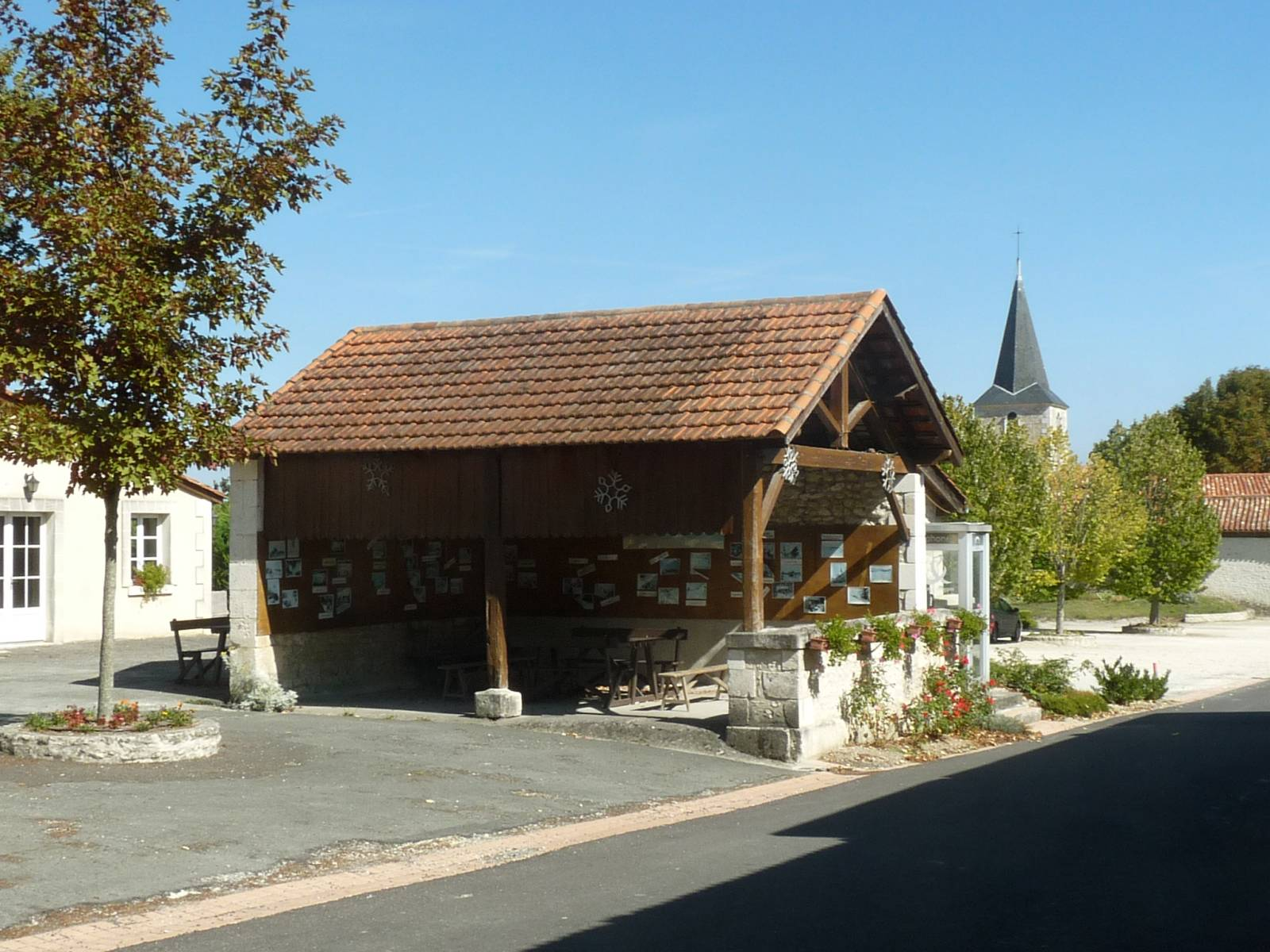
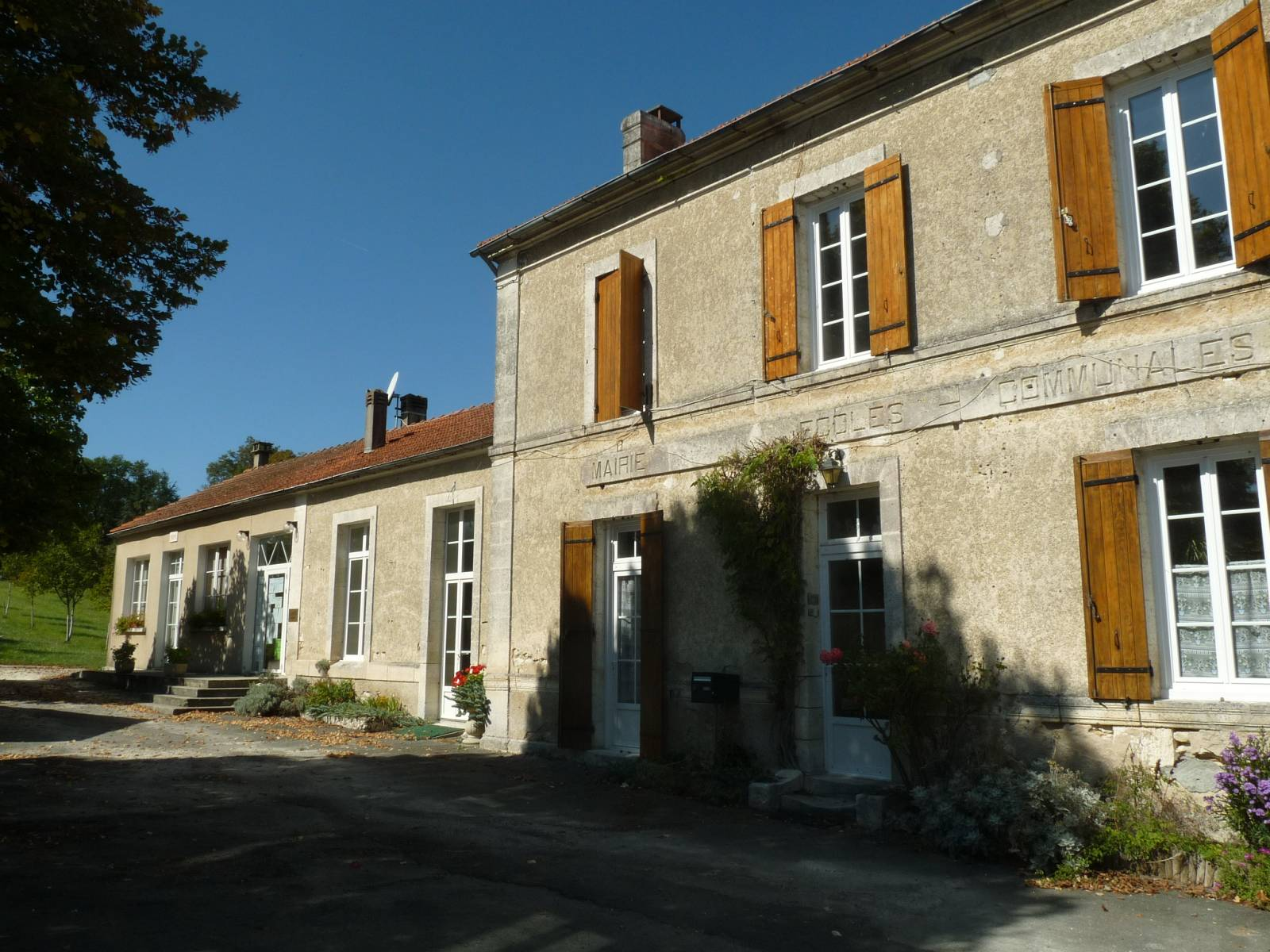
Мэрия
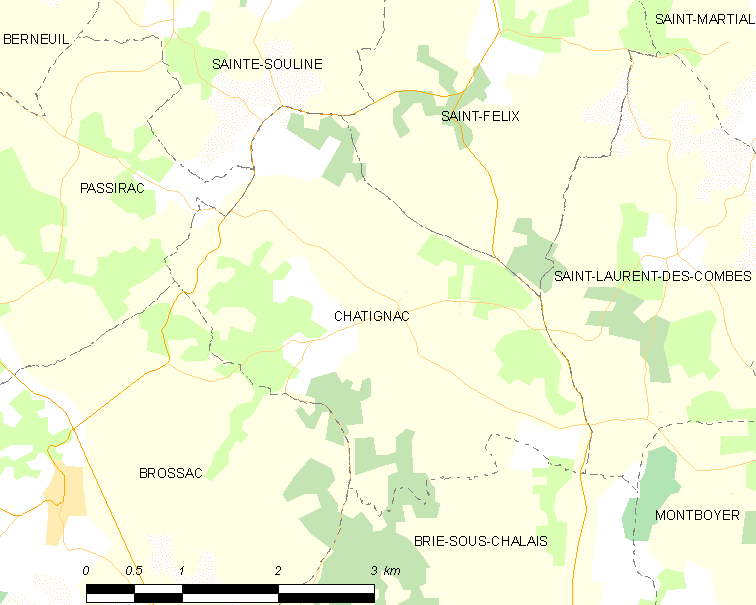
Карта коммуны